# Megophrys jingdongensis
Espèce
Synonymes
- Megophrys omeimontis jingdongensis Fei & Ye in Fei, Ye & Huang, 1983
- Xenophrys jingdongensis (Fei & Ye, 1983)
- Xenophrys omeimontis jingdongensis (Fei & Ye, 1983)

Megophrys jingdongensis est une espèce d'amphibiens de la famille des Megophryidae.

## Répartition
Cette espèce est endémique de République populaire de Chine. Elle se rencontre dans les provinces du Yunnan et du Guangxi. Sa présence est incertaine au Viêt Nam, au Laos et en Birmanie.

## Étymologie
Son nom d'espèce, composé de jingdong et du suffixe latin -ensis, « qui vit dans, qui habite », lui a été donné en référence au lieu de sa découverte, le xian autonome yi de Jingdong.

## Publication originale
- Fei, Ye & Huang, 1983 : Two new subspecies of Megophrys omeimontis Liu from China (Amphibia, Pelobatidae). Acta Herpetologica Sinica, New Series, Chengdu, vol. 2, no 2, p. 49-52.